# Список глав Маврикия
Список глав Маврикия включает лиц, являвшихся главой государства Маврикий после обретения им независимости в 1968 году, включая правившую королеву и представлявших её генерал-губернаторов (в монархический период) и избранных президентов после провозглашения в 1992 году республики.
В настоящее время главой государства и исполнительной власти республики и её главнокомандующим является избираемый Национальной ассамблеей на пятилетний срок (с правом переизбрания) Президент Республики Маврикий (англ. President of the Republic of Mauritius, фр. Président de la Republique de Maurice), неофициально — Президент Маврикия (англ. President of Mauritius, фр. Président de Maurice). В действующей конституции, принятой в 1968 году и изменённой в 1992 году в части установления республики, постам президента и вице-президента (замещающего президентский пост в случае его временной или постоянной вакансии) посвящены статьи с 28 по 30B.
Президент поддерживает и защищает конституцию и гарантирует, что институты демократии и верховенства закона находятся под защитой, соблюдаются основные права всех граждан, сохраняется и укрепляется единство разнообразной маврикийской нации. Канцелярия президента объявляет о проведении выборов, оформляет протокольно состав правительства и лидера оппозиции, определяет сессионные периоды Национальной ассамблеи, выносит решения о продление срока её полномочий или роспуска. Президент проводит официальные мероприятия празднования государственных праздников, утверждает документы для функционирования предусмотренных конституцией учреждений (Комиссия по государственной службе, Комиссия по надзору за выборами, Комиссия по установлению границ избирательных участков и другие), рассматривает обращения заключенных, осуществляет приём верительных грамот послов и назначение дипломатических представителей в ранге посла за рубежом.
Официальной резиденцией президента является Государственный дом (замок Le Reduit).
В конституции Маврикия нет упоминания об официальном языке, однако указывается, что официальным языком Национальной ассамблеи является английский, при этом любой её член может обратиться к председателю также на французском языке.
Применённая в первых столбцах таблиц нумерация является условной. Также условным является использование в первых столбцах цветовой заливки, служащей для упрощения восприятия принадлежности лиц к различным политическим силам без необходимости обращения к столбцу, отражающему партийную принадлежность. В столбце «Выборы» отражены состоявшиеся выборные процедуры либо иные основания получения главой государства полномочий. Для удобства список разделён на принятые в историографии периоды истории страны. Приведённые в преамбулах к каждому из разделов описания этих периодов призваны пояснить особенности политической жизни страны.

## Период монархии (1968—1992)
12 марта 1968 года королевская колония Британский Маврикий (англ. British Mauritius) был провозглашён независимым государством (при этом Международный суд в 2019 году определил, что процесс деколонизации не был завершён в связи с удержанием Соединённым королевством архипелага Чагос в составе Британской территории в Индийском Океане). Его правящим монархом стала Елизавета II, которую представляли назначаемые ею по рекомендации правительства Маврикия генерал-губернаторы и главнокомандующие Маврикия (англ. Governor-General and Commander-in-Chief of Mauritius, до 27 декабря 1972 года — генерал-губернаторы Маврикия, англ. Governor-General of Mauritius), осуществлявшие большую часть полномочий монарха, служа его воле. В случае вакансии обязанности генерал-губернатора исполняли офицер-администраторы правительства (англ. Officer administering the government), которыми становились председатели Верховного суда Маврикия. Правовое положение монарха и генерал-губернатора было определено нормами, включёнными в конституцию Маврикия 1968 года.
Внутриполитический консенсус в Маврикии об установлении республиканской формы государственности был реализован 12 марта 1992 года с вступлением в силу Закона о конституции Маврикия (Поправка 3).
Елизавета II с супругом Филиппом посетили Маврикий 24—26 марта 1972 года в рамках турне по Азии и Африке, прибыв в Порт-Луи на яхте после посещения Сейшельских островов. Во время визита королева использовала личный маврикийский штандарт, например, на открытии ею очередной сессии Законодательной ассамблеи страны.
| Портрет | Имя (годы жизни)                                                                                           | Полномочия    | Полномочия    | Титул | Династия                           | Пр.           |
| Портрет | Имя (годы жизни)                                                                                           | Начало        | Окончание     | Титул | Династия                           | Пр.           |
| ------- | --- | ------------- | ------------- | --- | ---------------------------------- | ------------- |
|         | Елизавета II (1926—2022) англ. Elizabeth II урожд. Элизабет Александра Мэри англ. Elizabeth Alexandra Mary | 12 марта 1968 | 12 марта 1992 | Её Величество Елизавета Вторая, королева Маврикия и других её королевств и территорий, Глава Содружества англ. Her Majesty Elizabeth the Second, Queen of Mauritius and of Her other Realms and Territories, Head of the Commonwealth | Дом Виндзор англ. House of Windsor | [ 10 ] [ 18 ] |

### Список генерал-губернаторов Маврикия
Курсивом и серым цветом показаны периоды исполнения обязанностей за действующего генерал-губернатора.
|        | Портрет             | Имя (годы жизни)                                                           | Полномочия      | Полномочия                                                                                    | Должность | Пр.    |
| Начало | Портрет             | Имя (годы жизни)                                                           | Окончание       |                                                                                               | Должность | Пр.    |
| ------ | ------------------- | -------------------------------------------------------------------------- | --------------- | --------------------------------------------------------------------------------------------- | --- | ------ |
| 1      |                     | Сэр Джон Шоу Ренни (1917—2002) англ. John Shaw Rennie                      | 12 марта 1968   | 3 сентября 1968                                                                               | генерал-губернатор англ. Governor-General                                                                             | [ 19 ] |
| 2      |                     | Сэр Артур Леонард Уильямс (1904—1972) англ. Arthur Leonard Williams        | 3 сентября 1968 | 27 декабря 1972                                                                               | генерал-губернатор англ. Governor-General                                                                             | [ 20 ] |
| и. о.  |                     | Сэр Абдул Раман Магомед Осман (1902—1992) англ. Abdool Raman Mahomed Osman | 24 декабря 1972 | 27 декабря 1972                                                                               | генерал-губернатор англ. Governor-General                                                                             | [ 21 ] |
| и. о.  | 27 декабря 1972     | Сэр Абдул Раман Магомед Осман (1902—1992) англ. Abdool Raman Mahomed Osman | 30 января 1973  | исполняющий обязанности генерал-губернатора англ. Acting Governor-General                     | | [ 21 ] |
| 3      | 30 января 1973      | Сэр Абдул Раман Магомед Осман (1902—1992) англ. Abdool Raman Mahomed Osman | 31 октября 1977 | генерал-губернатор и главнокомандующий Маврикия англ. Governor-General and Commander-in-Chief | | [ 21 ] |
| и. о.  |                     | Сэр Уильям Генри Гарриок (1916—2008) англ. William Henry Garrioch          | 1 ноября 1977   | 23 марта 1978                                                                                 | исполняющий обязанности генерал-губернатора и главнокомандующего англ. Acting Governor-General and Commander-in-Chief | [ 22 ] |
| и. о.  |                     | Сэр Дайендранат Бурренчобай (1919—1999) англ. Dayendranath Burrenchobay    | 23 марта 1978   | 17 октября 1978 (?)                                                                           | исполняющий обязанности генерал-губернатора и главнокомандующего англ. Acting Governor-General and Commander-in-Chief | [ 23 ] |
| 4      | 17 октября 1978 (?) | Сэр Дайендранат Бурренчобай (1919—1999) англ. Dayendranath Burrenchobay    | 28 декабря 1983 | генерал-губернатор и главнокомандующий англ. Governor-General and Commander-in-Chief          | | [ 23 ] |
| 5      |                     | Сэр Сивусагур Рамгулам (1900—1985) англ. Seewoosagur Ramgoolam             | 28 декабря 1983 | генерал-губернатор и главнокомандующий англ. Governor-General and Commander-in-Chief          | 15 декабря 1985 | [ 24 ] |
| и. о.  |                     | Сэр Кассам Исмаил Муллан (1927—2010) англ. Cassam Ismaël Moollan           | 15 декабря 1985 | 17 января 1986                                                                                | исполняющий обязанности генерал-губернатора и главнокомандующего англ. Acting Governor-General and Commander-in-Chief | [ 25 ] |
| 5      |                     | Сэр Вирасами Рингаду (1920—2000) англ. Veerasamy Ringadoo                  | 17 января 1986  | 12 марта 1992                                                                                 | генерал-губернатор и главнокомандующий англ. Governor-General and Commander-in-Chief                                  | [ 23 ] |

## Республика (с 1992)
Внутриполитический консенсус в Маврикии об установлении республиканской формы государственности был реализован 12 марта 1992 года с вступлением в силу Закона о конституции Маврикия (Поправка 3). Согласно конституционным поправкам последний генерал-губернатор и главнокомандующий Маврикия Сэр Вирасами Рингаду стал временным Президентом Республики Маврикий (англ. president of the Republic of Mauritius, фр. président de la Republique de Maurice), главой государства и главнокомандующим. В дальнейшем избрание на этот пост в соответствии с действующей конституцией осуществлялось Национальной ассамблеей на пятилетний срок с возможностью переизбрания.
|          | Портрет        | Имя (годы жизни)                                                              | Полномочия      | Полномочия      | Партия                           | Выборы       | Пр.                  |
| Начало   | Портрет        | Имя (годы жизни)                                                              | Окончание       |                 | Партия                           | Выборы       | Пр.                  |
| -------- | -------------- | ----------------------------------------------------------------------------- | --------------- | --------------- | -------------------------------- | ------------ | -------------------- |
| 1        |                | Сэр Вирасами Рингаду (1920—2000) англ. Veerasamy Ringadoo                     | 12 марта 1992   | 30 июня 1992    | Лейбористская партия             | [ комм. 16 ] | [ 23 ]               |
| 2 (I—II) |                | Кассем Утим (1941—) англ. Cassam Uteem                                        | 30 июня 1992    | 15 февраля 2002 | Маврикийское боевое движение     | 1992         | [ 26 ] [ 27 ] [ 28 ] |
| 2 (I—II) | 1997           | Кассем Утим (1941—) англ. Cassam Uteem                                        | 30 июня 1992    | 15 февраля 2002 | Маврикийское боевое движение     |              | [ 26 ] [ 27 ] [ 28 ] |
| и. о.    |                | Ангиди Вириах Четтьяр (1928—2010) англ. Angidi Verriah Chettiar               | 15 февраля 2002 | 18 февраля 2002 | Лейбористская партия             | [ комм. 18 ] | [ 29 ] [ 30 ]        |
| и. о.    |                | Ариранга Говиндасами Пиллаи (1928—2010) англ. Ariranga Govindasamy Pillay     | 18 февраля 2002 | 25 февраля 2002 | независимый                      | [ комм. 19 ] | [ 31 ] [ 32 ]        |
| 3        |                | Карл Огюст Оффманн (1940—2022) англ. Karl Auguste Offmann                     | 25 февраля 2002 | 1 октября 2003  | Боевое социалистическое движение | 2002         | [ 33 ] [ 34 ]        |
| и. о.    |                | Абдул Рауф Бундхун (1937—) англ. Abdool Raouf Bundhun                         | 1 октября 2003  | 7 октября 2003  | Маврикийское боевое движение     | [ комм. 21 ] | [ 35 ] [ 36 ]        |
| 4 (I—II) |                | Сэр Анируд Джагнот (1930—2021) англ. Anerood Jugnauth                         | 7 октября 2003  | 31 марта 2012   | Боевое социалистическое движение | 2003         | [ 37 ] [ 38 ]        |
| 4 (I—II) | 2008           | Сэр Анируд Джагнот (1930—2021) англ. Anerood Jugnauth                         | 7 октября 2003  | 31 марта 2012   | Боевое социалистическое движение |              | [ 37 ] [ 38 ]        |
| и. о.    |                | Агнес Моник Осан-Бельпо (1942—) англ. Agnès Monique Ohsan Bellepeau           | 31 марта 2012   | 21 июля 2012    | Лейбористская партия             | [ комм. 24 ] | [ 39 ] [ 40 ]        |
| 5        |                | Раджкесвур Пурриаг (1947—2025) англ. Rajkeswur Purryag                        | 21 июля 2012    | 29 мая 2015     | Лейбористская партия             | 2012         | [ 41 ] [ 42 ]        |
| и. о.    |                | Агнес Моник Осан-Бельпо (1942—) англ. Agnès Monique Ohsan Bellepeau           | 29 мая 2015     | 5 июня 2015     | Лейбористская партия             | [ комм. 27 ] | [ 39 ] [ 40 ]        |
| 6        |                | Биби Амина Фирдаус Гуриб-Факим (1959—) англ. Bibi Ameenah Firdaus Gurib-Fakim | 5 июня 2015     | 23 марта 2018   | независимый                      | 2015         | [ 43 ] [ 44 ]        |
| и. о.    |                | Парамасивум Пиллей Вьяпури (1945—) англ. Paramasivum Pillay Vyapoory          | 23 марта 2018   | 26 ноября 2019  | Боевое социалистическое движение | [ комм. 32 ] | [ 45 ] [ 46 ]        |
| и. о.    |                | Марк Франс Эдди Бэленси (1953—) англ. Marc France Eddy Balancy                | 26 ноября 2019  | 2 декабря 2019  | независимый                      | [ комм. 33 ] | [ 47 ] [ 48 ]        |
| 7        |                | Притвираджсинг Ропун (1959—) англ. Prithvirajsing Roopun                      | 2 декабря 2019  | 2 декабря 2024  | Боевое социалистическое движение | 2019         | [ 49 ] [ 50 ]        |
| и. о.    | 2 декабря 2024 | Притвираджсинг Ропун (1959—) англ. Prithvirajsing Roopun                      | 6 декабря 2024  |                 | Боевое социалистическое движение | 2019         | [ 49 ] [ 50 ]        |
| 8        |                | Дхарам Гокхул (1949—) англ. Dharam Gokhool                                    | 6 декабря 2024  | действующий     | Лейбористская партия             | 2024         | [ 51 ] [ 52 ]        |